# Ludwig Prandtl
Ludwig Prandtl (Freising, 4 de fevereiro de 1875 — Gotinga, 15 de agosto de 1953) foi um físico alemão.

## Vida
Filho do agrônomo e professor Alexander Prandtl e sua mulher Madalena, neé Ostermann. O químico Wilhelm Prandtl é seu primo. Após frequentar a escola em Freising e o Ludwigsgymnasium em Munique, começou a estudar em 1894 na Universidade Técnica de Munique. Após a graduação foi assistente e mais tarde também genro de August Föppl. Defendeu o doutorado em 14 de novembro de 1899 na Universidade de Munique como "geprüfter Maschinen-Ingenieur".

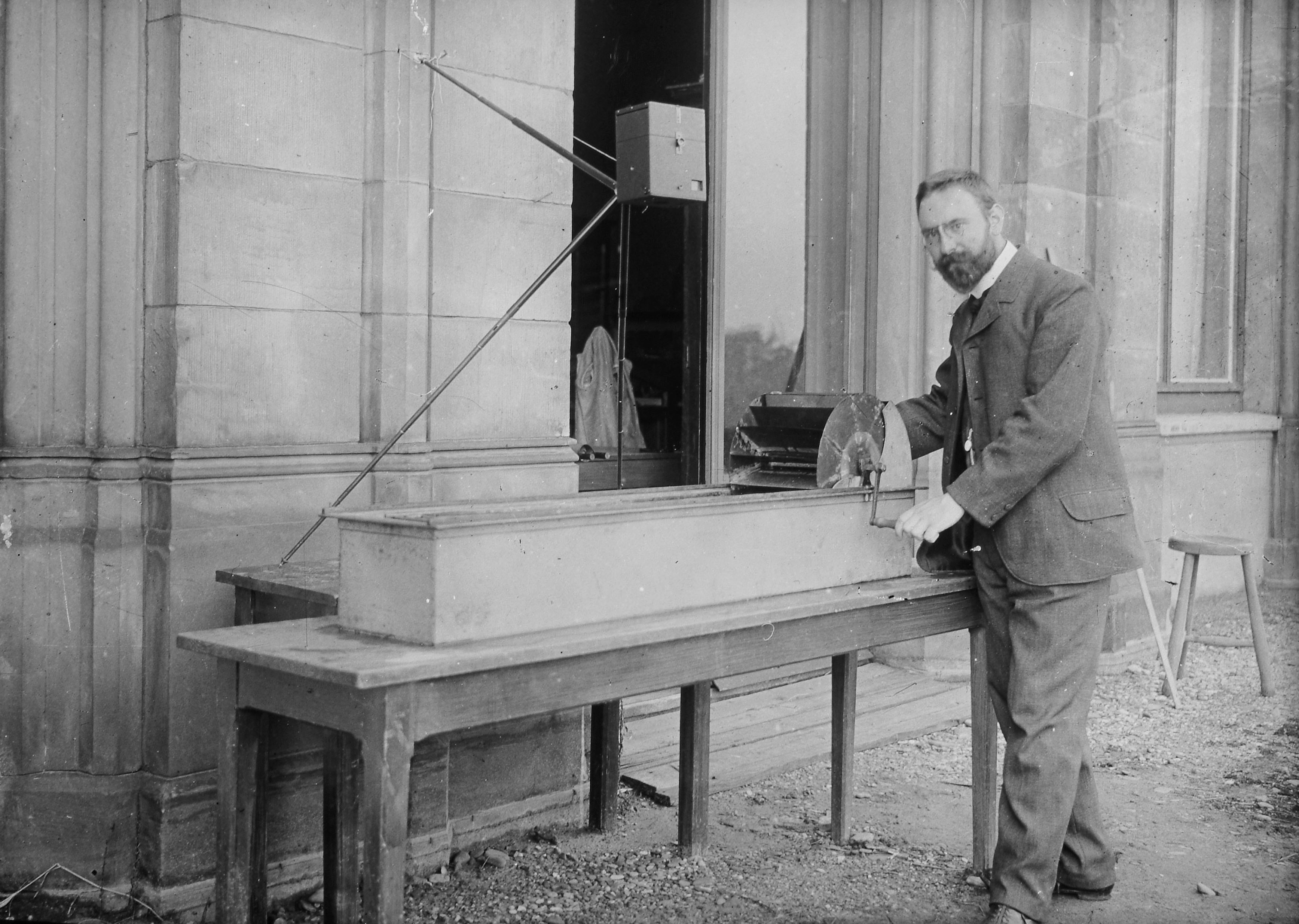
Ludwig Prandtl em 1904, com seu canal de pesquisas da água de 1,5 metros de comprimento em Hannover. A água era impulsionada por um dispositivo manual acionado por manivela.

Foi palestrante convidado do Congresso Internacional de Matemáticos em Heidelberg (1904: Über Flüssigkeitsbewegung bei sehr kleiner Reibung), onde descreve a camada limite e sua importância em arrasto e linhas de fluxo.

Foi um dos pioneiros da aerodinâmica, tendo desenvolvido a base matemática para os princípios fundamentais da aerodinâmica subsônica na década de 1920. Entre seus estudos mais importantes estão a camada limite, os aerofólios finos e a teoria da linha de sustentação. O número de Prandtl recebeu este nome em sua homenagem.

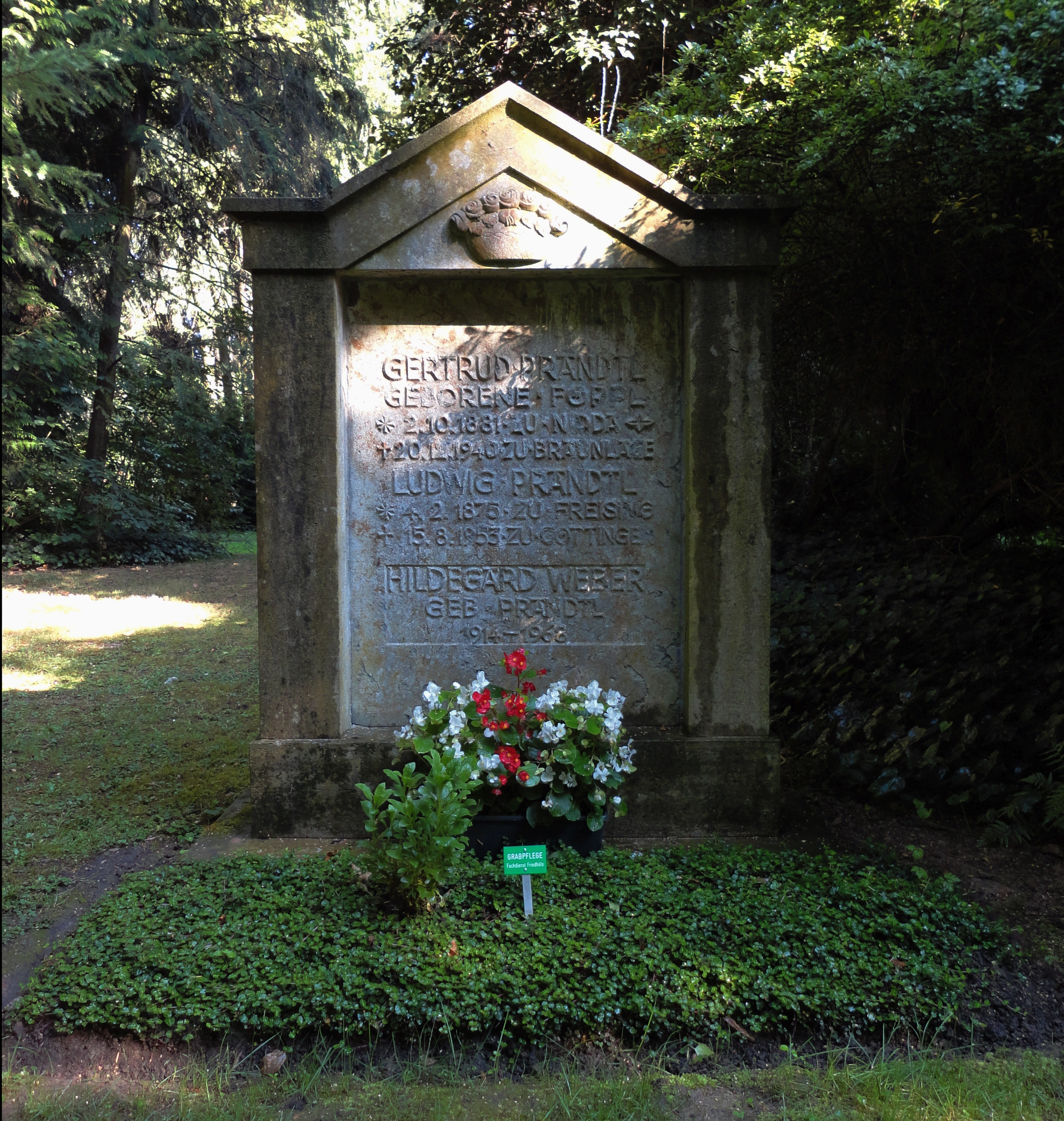
Sepultura de Prandtl no Cemitério Municipal de Göttingen